# وی ایلی
وی ایلی (انگلیسی: Wei Yili؛ زادهٔ ۲۴ ژوئن ۱۹۸۲) بدمینتون‌باز اهل چین است.